# Bolesławów (powiat otwocki)
Bolesławów – wieś sołecka w Polsce położona w województwie mazowieckim, w powiecie otwockim, w gminie Wiązowna.
W latach 1975–1998 miejscowość należała administracyjnie do województwa warszawskiego.
Wierni Kościoła rzymskokatolickiego należą do parafii św. Wawrzyńca w Gliniance.